# Hugh Williamson

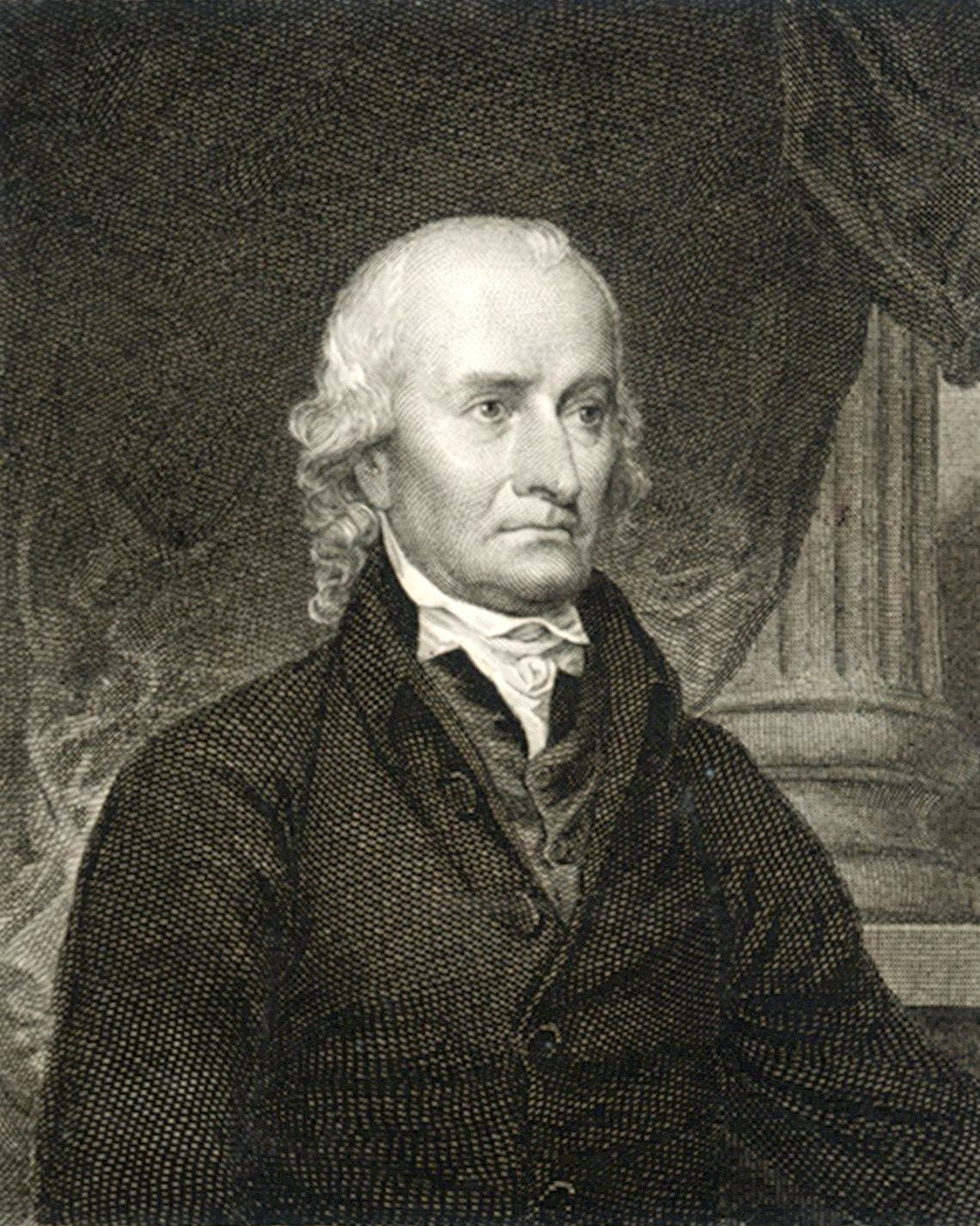
Hugh Williamson

Hugh Williamson (5 de Dezembro de 1735–22 de Maio de 1819) foi um político dos EUA. Representou a Carolina do Norte na Convenção de Filadélfia em 1787.
Williamson estudou na Europa, na Universidade de Utrecht. Foi um académico de medicina de fama internacional. A sua erudição levou-o a contactar com alguns dos intelectuais mais relevantes da causa patriota e, por sua vez, com as ideias políticas que levaram à elaboração da Constituição Americana. Durante a Revolução Americana, Williamson contribuiu com os seus grandes talentos de médico e naturalista para o esforço de guerra americano. As suas experiências levaram-no a seguir uma campanha política por um governo nacional. 
Em sua homenagem há três condados com o seu nome nos Estados Unidos: um no Illinois, um no Tennessee e outro no Texas.